# Cristal·litzador

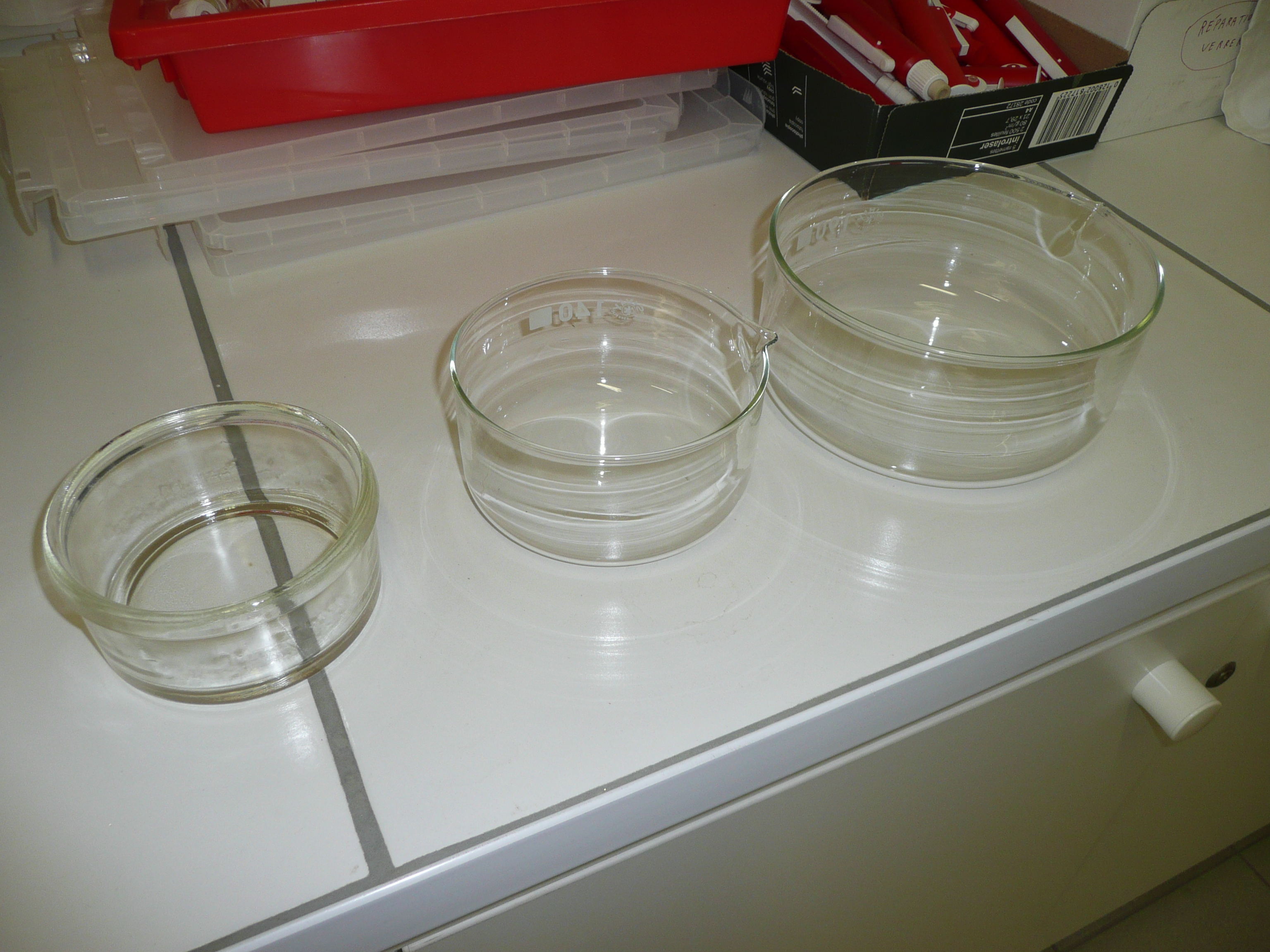
Cristal·litzadors.

Un cristal·litzador és un recipient de vidre de base ampla i poca alçada. Permet cristal·litzar substàncies. També es pot usar com contenidor. La seva forma afavoreix una més ràpida evaporació del líquid dissolvent de la substància.